# Токтогульская ГЭС
Токтогульская ГЭС — гидроэлектростанция на реке Нарын, у г. Кара-Куль в Джалал-Абадской области в Кыргызстане.  Входит в Нарын-Сырдарьинский каскад ГЭС, являясь его второй и наиболее мощной ступенью. Крупнейшая электростанция Кыргызстана, эксплуатируется ОАО «Электрические станции», входит в филиал «Каскад Токтогульских ГЭС». Отличается необычными конструктивными решениями, такими как гравитационная бетонная плотина, выгнутая в сторону нижнего бьефа, и машинный зал с двухрядным расположением гидроагрегатов. С 2020-х годов идёт модернизация ГЭС для увеличения срока службы и повышения общей мощности. 

## Общие сведения
Токтогульская ГЭС является высоконапорной плотинной гидроэлектростанцией с приплотинным зданием ГЭС. Установленная мощность электростанции — 1380 МВт, проектная среднегодовая выработка электроэнергии — 4400 млн кВт·ч. Сооружения гидроузла расположены в узком горном ущелье и включают в себя:
- гравитационную бетонную плотину длиной 292,5 м и максимальной высотой 215 м. Плотина имеет оригинальную конструкцию, обусловленную сложным геологическим строением створа гидроузла — в нижней части плотины блоки бетонирования вытянуты в сторону верхнего бьефа, а в верхней — расходятся веером, образуя своеобразную обратную арку. Эти решения обеспечивают снятие части нагрузки с берегов и повышение устойчивости плотины против опрокидывания. Плотина оборудована двумя водосбросами, поверхностным и глубинным. Поверхностный водосброс расположен в правобережной части плотины, имеет два отверстия с пролётом по 10 м, его пропускная способность при НПУ составляет 1160 м³/с. Глубинный водосброс расположен в центральной части плотины, его водоприемник располагается под водоприёмником турбинных водоводов, а концевая часть (лоток-трамплин) находится над зданием ГЭС. Водосброс состоит из двух отверстий размером 5×6 м, его пропускная способность при НПУ составляет 2340 м³/с. Также на плотине размещены водоприёмники турбинных водоводов, а также сами турбинные водоводы диаметром по 7 м, пролегающие в теле плотины;
- два тоннельных водосброса строительного периода (левобережный и правобережный), выведенных из эксплуатации;
- здание ГЭС с двухрядным расположением гидроагрегатов, непосредственно примыкающее к плотине.

В здании ГЭС установлены четыре вертикальных гидроагрегата, три из которых имеют мощность 360 МВт, и один — 300 МВт. Гидроагрегаты оборудованы с радиально-осевыми турбинами, из которых три изготовлены фирмой GE Hydro France, и один типа РО 170/805-В-535 — Ленинградским металлическим заводом. Турбины работают при расчётном напоре 140 м. Турбины приводят в действие гидрогенераторы, три из которых изготовлен фирмой GE Hydro France, а один, типа СВ-1100/250-36УЧ, изготовлен предприятием «Элсиб». Электроэнергия с генераторов на напряжении 15,75 кВ подается на четыре трёхфазных силовых трансформатора SSP-425000/500 мощностью по 425 МВА, а с них через открытое распределительное устройство (ОРУ) 500 кВ — в энергосистему по двум линиям электропередачи.
Напорные сооружения ГЭС образуют крупное Токтогульское водохранилище площадью 284,3 км², его полная и полезная ёмкость водохранилища составляет 19,5 и 14 км³ соответственно, что позволяет производить многолетнее регулирование стока, отметка нормального подпорного уровня водохранилища составляет 900 м.

## История

### Проектирование
Первая схема гидроэнергетического использования Нарына была разработана академиком И. Г. Александровым в 1931 году и предусматривала строительство 8 ГЭС общей мощностью 1868 МВт, включая регулирующее водохранилище в Кетмень-Тюбинской котловине. В дальнейшем работы по схеме, которая многократно изменялась, были сосредоточены в Среднеазиатском отделении института «Гидропроект». В 1953 году было составлено проектное задание и в 1956 году началось строительство первой гидроэлектростанции каскада, Уч-Курганской ГЭС.
В 1960 году были выполнены основные работы по разработке нового варианта схемы, предусматривающей строительство на Нарыне и его притоках 22 ГЭС общей мощностью 6690 МВт. Среди них в качестве первоочередного был выделен Нижне-Нарынский каскад из четырёх станций — Кара-Суйской (позднее переименованной в Токтогульскую), Курпсайской, Таш-Кумырской и Уч-Курганской. Особенно выделялась по своим технико-экономическим показателям Кара-Суйская ГЭС, которая, в отличие от других станций, создавала крупное регулирующее водохранилище комплексного назначения — помимо выработки электроэнергии, оно должно было играть важную роль в обеспечении орошения. 23 июня 1961 года Министерством строительства электростанций СССР была утверждена схема гидроэнергетического использования Нарына, и уже в июле того же года проектные организации приступили к изыскательским работам по составлению проектного задания Токтогульской ГЭС. 14 апреля 1962 года Совет Министров СССР обязал Министерство строительства электростанций СССР приступить к проектированию Токтогульской ГЭС и начать подготовительные работы на её площадке.
Официально работы по составлению проектного задания Токтогульской ГЭС были санкционированы Министерством строительства электростанций СССР 18 апреля 1962 года. Основной объём работ выполнялся Среднеазиатским отделением Гидропроекта, проектирование водохранилища производилось Украинским отделением Гидропроекта. На первом этапе было необходимо выбрать створ из трёх возможных вариантов — Кетмень-Тюбинского, Кара-Суйского и Ишсайского. Исследования створов производила комплексная экспедиция, включавшая геологическую, геодезическую и гидрологическую партии. В итоге 27 апреля 1962 года для дальнейшего проектирования был утверждён Кара-Суйский створ, удобный для строительства высотной плотины, вблизи которого имелись площадки для расположения строительной базы и жилого городка.
После выбора створа необходимо было определиться с типом плотины. Из двух рассматриваемых вариантов, грунтовой каменно-набросной и бетонной арочно-гравитационной был выбран последний вариант, как более дешёвый. Проектное задание Токтогульской ГЭС было утверждено только 8 апреля 1967 года, когда строительство станции уже шло полным ходом. Позднее в ходе строительства выяснилось, что геологическое строение склонов ущелья не соответствует проектным предположениям — горные породы оказались разбиты большим количеством трещин, в том числе большого раскрытия. С учётом высокой (9 баллов) сейсмичности района сооружение арочно-гравитационной плотины, передающей часть нагрузки на борта ущелья, было признано недопустимым и тип плотины был изменён на гравитационную оригинальной конструкции, не передающую нагрузку на борта.

### Строительство
Подготовительные работы по строительству Токтогульской ГЭС были начаты в апреле 1962 года управлением строительства «Нарынгидроэнергострой», которое ранее вело строительство Уч-Курганской ГЭС. Строительство велось в сложных условиях — к располагающемуся в узком горном ущелье створу вела только вьючная тропа, а ближайшая железнодорожная станция находилась в 80 км. В связи с этим потребовался большой объём работ подготовительного периода — строительство автодорог, двух мостов через Нарын, линии электропередачи от Уч-Курганской ГЭС, производственной базы и посёлка гидростроителей Кара-Куль. В марте 1963 года была начата проходка подходных штолен к правобережному строительному водопропускному тоннелю, а 22 июня 1963 года началась проходка самого тоннеля сечением 11,6×14 м и длиной 796 м. Проходка тоннеля была завершена в сентябре 1965 года, что позволило 6 января 1966 года осуществить перекрытие Нарына, на чем подготовительный этап строительства был завершён.
В 1966 году были начаты земельно-скальные работы по разработке котлована основных сооружений станции. В 1967 годы были начаты работы по расчистке площадки под ОРУ-500 кВ, а также по подготовке водохранилища. Первый бетон в основания плотины был уложен 30 сентября 1968 года. На строительстве станции был внедрён новый «токтогульский» метод бетонирования — укладка бетона крупными, но относительно тонкими (толщиной 0,7-1 м) блоками, охлаждаемыми с поверхности водой. Это позволило отказаться от использования кранов, размещение которых в узком ущелье оказалось затруднительным. Пуск первого гидроагрегата станции был назначен на 31 декабря 1974 года, на напоре меньше минимального расчетного, с использованием не предусмотренной первоначальным проектом схемы подвода воды к гидроагрегату, поскольку уровень воды в водохранилище не доходил до порогов водоприёмника. Но в результате непредвиденного поступления воды в машинный зал через дренажную скважину агрегат сразу после пуска пришлось остановить. Официальной датой пуска первого гидроагрегата Токтогульской ГЭС считается 5 января 1975 года. Второй гидроагрегат был пущен 27 ноября 1975 года, третий и четвёртый — 10 января 1976 года. На проектную мощность станция была выведена в 1980 году, строительство Токтогульской ГЭС было завершено в 1982 году.
В ходе строительства станции были выполнены масштабные работы по цементации и закреплению потенциально неустойчивых скальных блоков, общий объём которых составил 10 млн м³. Наиболее значительные трещины были забетонированы из специально проложенных подземных выработок.

### Модернизация
К середине 2010-х годов оборудование Токтогульской ГЭС отработало около 40 лет, что превышает его нормативный срок службы. В связи с этим было принято решение о модернизации станции, которое реализуется в три этапа. Проект модернизации Токтогульской ГЭС финансируется за счёт кредитов Азиатского банка развития и Евразийского банка развития. 
Первый этап предусматривал замену силовых трансформаторов, генераторных выключателей, оборудования собственных нужд, распределительного устройства, маслонаполненных кабелей на кабели из сшитого полиэтилена. Работы по этому этапу были проведены в 2017—2019 годах, их стоимость составила $55 млн.
Второй этап предусматривал замену двух гидроагрегатов (станционные номера № 2 и 4), обновление гидромеханического оборудования, реабилитацию кранов машинного зала, замену системы освещения и вспомогательного оборудования. Этот этап стоимостью $210 млн был начат в 2019 году. Новые гидроагрегаты были поставлены фирмой GE. Работы завершились в 2023 году, в результате мощность станции возросла с 1200 МВт до 1320 МВт. 
На третьем этапе стоимостью $110 млн, начатом в 2024 году, планируется заменить оставшиеся два гидроагрегата и произвести ремонт гидротехнических сооружений, а также обновить систему мониторинга состояния плотины. Планируется, что после завершения модернизации мощность станции возрастёт до 1440 МВт. Новый гидроагрегат со станционным №1 был введён в эксплуатацию в ноябре 2024 года.